# 江夏の21球
「江夏の21球」（えなつのにじゅういっきゅう）は、山際淳司による短編ノンフィクション作品である。1979年11月4日の日本シリーズ第7戦（広島東洋カープ対近鉄バファローズ）において、江夏豊（広島東洋カープ）が9回裏に投じた全21球に焦点を当てている。
作品は『Sports Graphic Number』創刊号に掲載後、山際のエッセイ集『スローカーブを、もう一球』（角川書店、1981年）に収録された。日本シリーズ史上に残る名勝負であるからこそ、スポーツノンフィクションの金字塔とも言うべき同作の題材ともなった。
「江夏の21球」は作品名のみならず、この9回裏の攻防自体の通称にもなっている。本項では、この9回裏の一連の流れと、野村克也が解説を務めたテレビ番組「NHK特集・スポーツドキュメント『江夏の21球』」についても記述する。

## 概要
1979年の日本シリーズ第7戦において、9回裏に登板していた江夏が、自らピンチを招くも後続の打者を打ち取って日本一を決めた様子を収めた、短編ノンフィクション作品である。1980年に文藝春秋から発行された「Sports Graphic Number」創刊号に掲載されたが、読者の反響が大きく、山際をスポーツノンフィクション作家として世に認めさせた作品である。それまで山際はスポーツ・ノンフィクションを書いたことはなく、山際も本作でノンフィクション作家としてデビューした。山際は江夏が21球を投じた9回の攻防、時間にして約26分間に及んだドラマを、テープレコーダーやビデオを駆使した綿密な取材により、両軍ベンチの動きを含め再現していく。それまで勝ち負けを中心にした「結果中心主義」的なスポーツ報道から、選手の心のひだまで踏み込んだ「過程中心」へと移行させ、"汗"と"涙""努力""根性"に還元されがちだった日本のスポーツ・ノンフィクションの流れを変え、客観的事実に裏づけられたヒューマンドラマ、文学作品として確立させた。取り扱うスポーツジャンルも飛躍的に拡大し、またそれはグラフィカルにスポーツ全般をみせるという雑誌『Number』の成功とともに一つの時代を創った。人間臭く情緒的な山際の文体は後続への影響も大きく、「ナンバー文体」と呼ばれるスタイルの元祖になった。元毎日新聞運動部長・中島章隆は「産業レベルで考えたとき、スポーツあるいはプロ野球という素材を生のまま楽しむだけでなく、2次加工、3次加工したスポーツの『6次産業化』がこの時期から本格的に始まったとも考えられる。メディアが『巨人一辺倒』だった時代なら、広島と近鉄が日本一を争った日本シリーズの一場面を切り取った『江夏の21球』が、これほど多くの人々に注目されただろうか。山際という若く、才能あふれた作家に、スポーツを題材にしたノンフィクション作品を発表する場が用意されていたことの幸運を思わざるを得ない。『江夏の21球』という傑作は、こうした時代背景のもとで生まれた」などと論じている。ドキュメンタリーとしても映像化され、「NHK特集・スポーツドキュメント『江夏の21球』」（1983年1月24日放送）、日本テレビ系「知ってるつもり?!」（「山際淳司・江夏の21球物語」、1999年9月19日放送）として放送された。

## 実際の経過
1979年11月4日に大阪球場で行われた近鉄バファローズ対広島東洋カープの9回裏の攻防である。広島、近鉄ともに3勝3敗で最終戦を迎えたこの日は雨が降る中で試合が進み、7回表終了時点で3対4と広島がリードしていた。勝てば球団史上初の日本一となる広島の古葉竹識監督は万全を期すため、絶対的なリリーフエースの江夏豊を7回裏から登板させていた。
9回裏の近鉄の攻撃を迎えるが、広島と同じく球団史上初の日本一を目指す近鉄もただでは終わらず、先頭の6番打者・羽田耕一が初球を打って出塁し、にわかに場面は緊迫する。以下は、この9回裏に江夏が投じた全21球とそれに伴う試合の様子である。江夏だけではなく、すべての登場人物に野球人生を賭けたドラマがあった。
| S○○ B○○○ O○○ | 0ストライク-0ボール 0アウト |

| \| ◆ \| \| \| ◆ \| ◆ \| \| ▼ \| \| | 二塁:(なし) | 二塁:(なし) |
| \| ◆ \| \| \| ◆ \| ◆ \| \| ▼ \| \| | 三塁:(なし) | 一塁:(なし) |
| ◆                                  |             |             |
| ◆                                  | ◆           |             |
| ▼                                  |             |             |

| ◆ |   |
| ◆ | ◆ |
| ▼ |   |

| S○○ B○○○ O○○ | 0ストライク-0ボール 0アウト |

| \| ◆ \| \| \| ◆ \| ◆ \| \| ▼ \| \| | 二塁:(なし) | 二塁:(なし) |
| \| ◆ \| \| \| ◆ \| ◆ \| \| ▼ \| \| | 三塁:(なし) | 一塁:(なし) |
| ◆                                  |             |             |
| ◆                                  | ◆           |             |
| ▼                                  |             |             |

| ◆ |   |
| ◆ | ◆ |
| ▼ |   |

| S○○ B○○○ O○○ | 0ストライク-0ボール 0アウト |

| \| ◆ \| \| \| ◆ \| ◆ \| \| ▼ \| \| | 二塁:(なし) | 二塁:(なし) |
| \| ◆ \| \| \| ◆ \| ◆ \| \| ▼ \| \| | 三塁:(なし) | 一塁:藤瀬   |
| ◆                                  |             |             |
| ◆                                  | ◆           |             |
| ▼                                  |             |             |

| ◆ |   |
| ◆ | ◆ |
| ▼ |   |

| S○○ B○○○ O○○ | 0ストライク-0ボール 0アウト |

| \| ◆ \| \| \| ◆ \| ◆ \| \| ▼ \| \| | 二塁:(なし) | 二塁:(なし) |
| \| ◆ \| \| \| ◆ \| ◆ \| \| ▼ \| \| | 三塁:(なし) | 一塁:藤瀬   |
| ◆                                  |             |             |
| ◆                                  | ◆           |             |
| ▼                                  |             |             |

| ◆ |   |
| ◆ | ◆ |
| ▼ |   |

| S○○ B●○○ O○○ | 0ストライク-1ボール 0アウト |

| \| ◆ \| \| \| ◆ \| ◆ \| \| ▼ \| \| | 二塁:(なし) | 二塁:(なし) |
| \| ◆ \| \| \| ◆ \| ◆ \| \| ▼ \| \| | 三塁:(なし) | 一塁:藤瀬   |
| ◆                                  |             |             |
| ◆                                  | ◆           |             |
| ▼                                  |             |             |

| ◆ |   |
| ◆ | ◆ |
| ▼ |   |

| S○○ B●○○ O○○ | 0ストライク-1ボール 0アウト |

| \| ◆ \| \| \| ◆ \| ◆ \| \| ▼ \| \| | 二塁:(なし) | 二塁:(なし) |
| \| ◆ \| \| \| ◆ \| ◆ \| \| ▼ \| \| | 三塁:(なし) | 一塁:藤瀬   |
| ◆                                  |             |             |
| ◆                                  | ◆           |             |
| ▼                                  |             |             |

| ◆ |   |
| ◆ | ◆ |
| ▼ |   |

| S○○ B●●○ O○○ | 0ストライク-2ボール 0アウト |

| \| ◆ \| \| \| ◆ \| ◆ \| \| ▼ \| \| | 二塁:(なし) | 二塁:(なし) |
| \| ◆ \| \| \| ◆ \| ◆ \| \| ▼ \| \| | 三塁:(なし) | 一塁:藤瀬   |
| ◆                                  |             |             |
| ◆                                  | ◆           |             |
| ▼                                  |             |             |

| ◆ |   |
| ◆ | ◆ |
| ▼ |   |

| S○○ B●●○ O○○ | 0ストライク-2ボール 0アウト |

| \| ◆ \| \| \| ◆ \| ◆ \| \| ▼ \| \| | 二塁:(なし) | 二塁:(なし) |
| \| ◆ \| \| \| ◆ \| ◆ \| \| ▼ \| \| | 三塁:(なし) | 一塁:藤瀬   |
| ◆                                  |             |             |
| ◆                                  | ◆           |             |
| ▼                                  |             |             |

| ◆ |   |
| ◆ | ◆ |
| ▼ |   |

| S●○ B●●○ O○○ | 1ストライク-2ボール 0アウト |

| \| ◆ \| \| \| ◆ \| ◆ \| \| ▼ \| \| | 二塁:(なし) | 二塁:(なし) |
| \| ◆ \| \| \| ◆ \| ◆ \| \| ▼ \| \| | 三塁:(なし) | 一塁:藤瀬   |
| ◆                                  |             |             |
| ◆                                  | ◆           |             |
| ▼                                  |             |             |

| ◆ |   |
| ◆ | ◆ |
| ▼ |   |

| S●○ B●●○ O○○ | 1ストライク-2ボール 0アウト |

| \| ◆ \| \| \| ◆ \| ◆ \| \| ▼ \| \| | 二塁:(なし) | 二塁:(なし) |
| \| ◆ \| \| \| ◆ \| ◆ \| \| ▼ \| \| | 三塁:(なし) | 一塁:藤瀬   |
| ◆                                  |             |             |
| ◆                                  | ◆           |             |
| ▼                                  |             |             |

| ◆ |   |
| ◆ | ◆ |
| ▼ |   |

| S●○ B●●● O○○ | 1ストライク-3ボール 0アウト |

| \| ◆ \| \| \| ◆ \| ◆ \| \| ▼ \| \| | 二塁:(なし) | 二塁:(なし) |
| \| ◆ \| \| \| ◆ \| ◆ \| \| ▼ \| \| | 三塁:藤瀬   | 一塁:(なし) |
| ◆                                  |             |             |
| ◆                                  | ◆           |             |
| ▼                                  |             |             |

| ◆ |   |
| ◆ | ◆ |
| ▼ |   |

| S●○ B●●● O○○ | 1ストライク-3ボール 0アウト |

| \| ◆ \| \| \| ◆ \| ◆ \| \| ▼ \| \| | 二塁:(なし) | 二塁:(なし) |
| \| ◆ \| \| \| ◆ \| ◆ \| \| ▼ \| \| | 三塁:藤瀬   | 一塁:(なし) |
| ◆                                  |             |             |
| ◆                                  | ◆           |             |
| ▼                                  |             |             |

| ◆ |   |
| ◆ | ◆ |
| ▼ |   |

| S○○ B○○○ O○○ | 0ストライク-0ボール 0アウト |

| \| ◆ \| \| \| ◆ \| ◆ \| \| ▼ \| \| | 二塁:(なし) | 二塁:(なし) |
| \| ◆ \| \| \| ◆ \| ◆ \| \| ▼ \| \| | 三塁:藤瀬   | 一塁:吹石   |
| ◆                                  |             |             |
| ◆                                  | ◆           |             |
| ▼                                  |             |             |

| ◆ |   |
| ◆ | ◆ |
| ▼ |   |

| S○○ B○○○ O○○ | 0ストライク-0ボール 0アウト |

| \| ◆ \| \| \| ◆ \| ◆ \| \| ▼ \| \| | 二塁:(なし) | 二塁:(なし) |
| \| ◆ \| \| \| ◆ \| ◆ \| \| ▼ \| \| | 三塁:藤瀬   | 一塁:吹石   |
| ◆                                  |             |             |
| ◆                                  | ◆           |             |
| ▼                                  |             |             |

| ◆ |   |
| ◆ | ◆ |
| ▼ |   |

| S○○ B●○○ O○○ | 0ストライク-1ボール 0アウト |

| \| ◆ \| \| \| ◆ \| ◆ \| \| ▼ \| \| | 二塁:(なし) | 二塁:(なし) |
| \| ◆ \| \| \| ◆ \| ◆ \| \| ▼ \| \| | 三塁:藤瀬   | 一塁:吹石   |
| ◆                                  |             |             |
| ◆                                  | ◆           |             |
| ▼                                  |             |             |

| ◆ |   |
| ◆ | ◆ |
| ▼ |   |

| S○○ B●○○ O○○ | 0ストライク-1ボール 0アウト |

| \| ◆ \| \| \| ◆ \| ◆ \| \| ▼ \| \| | 二塁:(なし) | 二塁:(なし) |
| \| ◆ \| \| \| ◆ \| ◆ \| \| ▼ \| \| | 三塁:藤瀬   | 一塁:吹石   |
| ◆                                  |             |             |
| ◆                                  | ◆           |             |
| ▼                                  |             |             |

| ◆ |   |
| ◆ | ◆ |
| ▼ |   |

| S●○ B●○○ O○○ | 1ストライク-1ボール 0アウト |

| \| ◆ \| \| \| ◆ \| ◆ \| \| ▼ \| \| | 二塁:(なし) | 二塁:(なし) |
| \| ◆ \| \| \| ◆ \| ◆ \| \| ▼ \| \| | 三塁:藤瀬   | 一塁:吹石   |
| ◆                                  |             |             |
| ◆                                  | ◆           |             |
| ▼                                  |             |             |

| ◆ |   |
| ◆ | ◆ |
| ▼ |   |

| S●○ B●○○ O○○ | 1ストライク-1ボール 0アウト |

| \| ◆ \| \| \| ◆ \| ◆ \| \| ▼ \| \| | 二塁:(なし) | 二塁:(なし) |
| \| ◆ \| \| \| ◆ \| ◆ \| \| ▼ \| \| | 三塁:藤瀬   | 一塁:吹石   |
| ◆                                  |             |             |
| ◆                                  | ◆           |             |
| ▼                                  |             |             |

| ◆ |   |
| ◆ | ◆ |
| ▼ |   |

| S●○ B●●○ O○○ | 1ストライク-2ボール 0アウト |

| \| ◆ \| \| \| ◆ \| ◆ \| \| ▼ \| \| | 二塁:吹石 | 二塁:吹石   |
| \| ◆ \| \| \| ◆ \| ◆ \| \| ▼ \| \| | 三塁:藤瀬 | 一塁:(なし) |
| ◆                                  |           |             |
| ◆                                  | ◆         |             |
| ▼                                  |           |             |

| ◆ |   |
| ◆ | ◆ |
| ▼ |   |

| S●○ B●●○ O○○ | 1ストライク-2ボール 0アウト |

| \| ◆ \| \| \| ◆ \| ◆ \| \| ▼ \| \| | 二塁:吹石 | 二塁:吹石   |
| \| ◆ \| \| \| ◆ \| ◆ \| \| ▼ \| \| | 三塁:藤瀬 | 一塁:(なし) |
| ◆                                  |           |             |
| ◆                                  | ◆         |             |
| ▼                                  |           |             |

| ◆ |   |
| ◆ | ◆ |
| ▼ |   |

| S●○ B●●● O○○ | 1ストライク-3ボール 0アウト |

| \| ◆ \| \| \| ◆ \| ◆ \| \| ▼ \| \| | 二塁:吹石 | 二塁:吹石   |
| \| ◆ \| \| \| ◆ \| ◆ \| \| ▼ \| \| | 三塁:藤瀬 | 一塁:(なし) |
| ◆                                  |           |             |
| ◆                                  | ◆         |             |
| ▼                                  |           |             |

| ◆ |   |
| ◆ | ◆ |
| ▼ |   |

| S●○ B●●● O○○ | 1ストライク-3ボール 0アウト |

| \| ◆ \| \| \| ◆ \| ◆ \| \| ▼ \| \| | 二塁:吹石 | 二塁:吹石   |
| \| ◆ \| \| \| ◆ \| ◆ \| \| ▼ \| \| | 三塁:藤瀬 | 一塁:(なし) |
| ◆                                  |           |             |
| ◆                                  | ◆         |             |
| ▼                                  |           |             |

| ◆ |   |
| ◆ | ◆ |
| ▼ |   |

| S○○ B○○○ O○○ | 0ストライク-0ボール 0アウト |

| \| ◆ \| \| \| ◆ \| ◆ \| \| ▼ \| \| | 二塁:吹石 | 二塁:吹石 |
| \| ◆ \| \| \| ◆ \| ◆ \| \| ▼ \| \| | 三塁:藤瀬 | 一塁:平野 |
| ◆                                  |           |           |
| ◆                                  | ◆         |           |
| ▼                                  |           |           |

| ◆ |   |
| ◆ | ◆ |
| ▼ |   |

| S○○ B○○○ O○○ | 0ストライク-0ボール 0アウト |

| \| ◆ \| \| \| ◆ \| ◆ \| \| ▼ \| \| | 二塁:吹石 | 二塁:吹石 |
| \| ◆ \| \| \| ◆ \| ◆ \| \| ▼ \| \| | 三塁:藤瀬 | 一塁:平野 |
| ◆                                  |           |           |
| ◆                                  | ◆         |           |
| ▼                                  |           |           |

| ◆ |   |
| ◆ | ◆ |
| ▼ |   |

| S○○ B●○○ O○○ | 0ストライク-1ボール 0アウト |

| \| ◆ \| \| \| ◆ \| ◆ \| \| ▼ \| \| | 二塁:吹石 | 二塁:吹石 |
| \| ◆ \| \| \| ◆ \| ◆ \| \| ▼ \| \| | 三塁:藤瀬 | 一塁:平野 |
| ◆                                  |           |           |
| ◆                                  | ◆         |           |
| ▼                                  |           |           |

| ◆ |   |
| ◆ | ◆ |
| ▼ |   |

| S○○ B●○○ O○○ | 0ストライク-1ボール 0アウト |

| \| ◆ \| \| \| ◆ \| ◆ \| \| ▼ \| \| | 二塁:吹石 | 二塁:吹石 |
| \| ◆ \| \| \| ◆ \| ◆ \| \| ▼ \| \| | 三塁:藤瀬 | 一塁:平野 |
| ◆                                  |           |           |
| ◆                                  | ◆         |           |
| ▼                                  |           |           |

| ◆ |   |
| ◆ | ◆ |
| ▼ |   |

| S●○ B●○○ O○○ | 1ストライク-1ボール 0アウト |

| \| ◆ \| \| \| ◆ \| ◆ \| \| ▼ \| \| | 二塁:吹石 | 二塁:吹石 |
| \| ◆ \| \| \| ◆ \| ◆ \| \| ▼ \| \| | 三塁:藤瀬 | 一塁:平野 |
| ◆                                  |           |           |
| ◆                                  | ◆         |           |
| ▼                                  |           |           |

| ◆ |   |
| ◆ | ◆ |
| ▼ |   |

| S●○ B●○○ O○○ | 1ストライク-1ボール 0アウト |

| \| ◆ \| \| \| ◆ \| ◆ \| \| ▼ \| \| | 二塁:吹石 | 二塁:吹石 |
| \| ◆ \| \| \| ◆ \| ◆ \| \| ▼ \| \| | 三塁:藤瀬 | 一塁:平野 |
| ◆                                  |           |           |
| ◆                                  | ◆         |           |
| ▼                                  |           |           |

| ◆ |   |
| ◆ | ◆ |
| ▼ |   |

| S●● B●○○ O○○ | 2ストライク-1ボール 0アウト |

| \| ◆ \| \| \| ◆ \| ◆ \| \| ▼ \| \| | 二塁:吹石 | 二塁:吹石 |
| \| ◆ \| \| \| ◆ \| ◆ \| \| ▼ \| \| | 三塁:藤瀬 | 一塁:平野 |
| ◆                                  |           |           |
| ◆                                  | ◆         |           |
| ▼                                  |           |           |

| ◆ |   |
| ◆ | ◆ |
| ▼ |   |

| S●● B●○○ O○○ | 2ストライク-1ボール 0アウト |

| \| ◆ \| \| \| ◆ \| ◆ \| \| ▼ \| \| | 二塁:吹石 | 二塁:吹石 |
| \| ◆ \| \| \| ◆ \| ◆ \| \| ▼ \| \| | 三塁:藤瀬 | 一塁:平野 |
| ◆                                  |           |           |
| ◆                                  | ◆         |           |
| ▼                                  |           |           |

| ◆ |   |
| ◆ | ◆ |
| ▼ |   |

| S●● B●○○ O○○ | 2ストライク-1ボール 0アウト |

| \| ◆ \| \| \| ◆ \| ◆ \| \| ▼ \| \| | 二塁:吹石 | 二塁:吹石 |
| \| ◆ \| \| \| ◆ \| ◆ \| \| ▼ \| \| | 三塁:藤瀬 | 一塁:平野 |
| ◆                                  |           |           |
| ◆                                  | ◆         |           |
| ▼                                  |           |           |

| ◆ |   |
| ◆ | ◆ |
| ▼ |   |

| S●● B●○○ O○○ | 2ストライク-1ボール 0アウト |

| \| ◆ \| \| \| ◆ \| ◆ \| \| ▼ \| \| | 二塁:吹石 | 二塁:吹石 |
| \| ◆ \| \| \| ◆ \| ◆ \| \| ▼ \| \| | 三塁:藤瀬 | 一塁:平野 |
| ◆                                  |           |           |
| ◆                                  | ◆         |           |
| ▼                                  |           |           |

| ◆ |   |
| ◆ | ◆ |
| ▼ |   |

| S●● B●●○ O○○ | 2ストライク-2ボール 0アウト |

| \| ◆ \| \| \| ◆ \| ◆ \| \| ▼ \| \| | 二塁:吹石 | 二塁:吹石 |
| \| ◆ \| \| \| ◆ \| ◆ \| \| ▼ \| \| | 三塁:藤瀬 | 一塁:平野 |
| ◆                                  |           |           |
| ◆                                  | ◆         |           |
| ▼                                  |           |           |

| ◆ |   |
| ◆ | ◆ |
| ▼ |   |

| S●● B●●○ O○○ | 2ストライク-2ボール 0アウト |

| \| ◆ \| \| \| ◆ \| ◆ \| \| ▼ \| \| | 二塁:吹石 | 二塁:吹石 |
| \| ◆ \| \| \| ◆ \| ◆ \| \| ▼ \| \| | 三塁:藤瀬 | 一塁:平野 |
| ◆                                  |           |           |
| ◆                                  | ◆         |           |
| ▼                                  |           |           |

| ◆ |   |
| ◆ | ◆ |
| ▼ |   |

| S○○ B○○○ O●○ | 0ストライク-0ボール 1アウト |

| \| ◆ \| \| \| ◆ \| ◆ \| \| ▼ \| \| | 二塁:吹石 | 二塁:吹石 |
| \| ◆ \| \| \| ◆ \| ◆ \| \| ▼ \| \| | 三塁:藤瀬 | 一塁:平野 |
| ◆                                  |           |           |
| ◆                                  | ◆         |           |
| ▼                                  |           |           |

| ◆ |   |
| ◆ | ◆ |
| ▼ |   |

| S○○ B○○○ O●○ | 0ストライク-0ボール 1アウト |

| \| ◆ \| \| \| ◆ \| ◆ \| \| ▼ \| \| | 二塁:吹石 | 二塁:吹石 |
| \| ◆ \| \| \| ◆ \| ◆ \| \| ▼ \| \| | 三塁:藤瀬 | 一塁:平野 |
| ◆                                  |           |           |
| ◆                                  | ◆         |           |
| ▼                                  |           |           |

| ◆ |   |
| ◆ | ◆ |
| ▼ |   |

| S●○ B○○○ O●○ | 1ストライク-0ボール 1アウト |

| \| ◆ \| \| \| ◆ \| ◆ \| \| ▼ \| \| | 二塁:吹石 | 二塁:吹石 |
| \| ◆ \| \| \| ◆ \| ◆ \| \| ▼ \| \| | 三塁:藤瀬 | 一塁:平野 |
| ◆                                  |           |           |
| ◆                                  | ◆         |           |
| ▼                                  |           |           |

| ◆ |   |
| ◆ | ◆ |
| ▼ |   |

| S●○ B○○○ O●○ | 1ストライク-0ボール 1アウト |

| \| ◆ \| \| \| ◆ \| ◆ \| \| ▼ \| \| | 二塁:吹石 | 二塁:吹石 |
| \| ◆ \| \| \| ◆ \| ◆ \| \| ▼ \| \| | 三塁:藤瀬 | 一塁:平野 |
| ◆                                  |           |           |
| ◆                                  | ◆         |           |
| ▼                                  |           |           |

| ◆ |   |
| ◆ | ◆ |
| ▼ |   |

| S●● B○○○ O●● | 2ストライク-0ボール 2アウト |

| \| ◆ \| \| \| ◆ \| ◆ \| \| ▼ \| \| | 二塁:平野 | 二塁:平野   |
| \| ◆ \| \| \| ◆ \| ◆ \| \| ▼ \| \| | 三塁:吹石 | 一塁:(なし) |
| ◆                                  |           |             |
| ◆                                  | ◆         |             |
| ▼                                  |           |             |

| ◆ |   |
| ◆ | ◆ |
| ▼ |   |

| S●● B○○○ O●● | 2ストライク-0ボール 2アウト |

| \| ◆ \| \| \| ◆ \| ◆ \| \| ▼ \| \| | 二塁:平野 | 二塁:平野   |
| \| ◆ \| \| \| ◆ \| ◆ \| \| ▼ \| \| | 三塁:吹石 | 一塁:(なし) |
| ◆                                  |           |             |
| ◆                                  | ◆         |             |
| ▼                                  |           |             |

| ◆ |   |
| ◆ | ◆ |
| ▼ |   |

| S●● B○○○ O●● | 2ストライク-0ボール 2アウト |

| \| ◆ \| \| \| ◆ \| ◆ \| \| ▼ \| \| | 二塁:平野 | 二塁:平野   |
| \| ◆ \| \| \| ◆ \| ◆ \| \| ▼ \| \| | 三塁:吹石 | 一塁:(なし) |
| ◆                                  |           |             |
| ◆                                  | ◆         |             |
| ▼                                  |           |             |

| ◆ |   |
| ◆ | ◆ |
| ▼ |   |

| S●● B○○○ O●● | 2ストライク-0ボール 2アウト |

| \| ◆ \| \| \| ◆ \| ◆ \| \| ▼ \| \| | 二塁:平野 | 二塁:平野   |
| \| ◆ \| \| \| ◆ \| ◆ \| \| ▼ \| \| | 三塁:吹石 | 一塁:(なし) |
| ◆                                  |           |             |
| ◆                                  | ◆         |             |
| ▼                                  |           |             |

| ◆ |   |
| ◆ | ◆ |
| ▼ |   |

### スコア
|      | 1 | 2 | 3 | 4 | 5 | 6 | 7 | 8 | 9 | R | H  | E |
| ---- | - | - | - | - | - | - | - | - | - | - | -- | - |
| 広島 | 1 | 0 | 1 | 0 | 0 | 2 | 0 | 0 | 0 | 4 | 10 | 1 |
| 近鉄 | 0 | 0 | 0 | 0 | 2 | 1 | 0 | 0 | 0 | 3 | 9  | 1 |

1. 広：山根、福士、江夏 - 水沼
2. 近：鈴木啓、柳田、山口哲 - 有田修、梨田
3. 勝利：山根（2勝1敗）
4. セーブ：江夏（2S）
5. 敗戦：柳田（2敗）
6. 本塁打
広：水沼1号2ラン（6回・柳田）
近：平野1号2ラン（5回・山根）
7. 審判
［球審］前川
［塁審］岡田和・藤本・山本文
［外審］岡田哲・福井
8. 試合時間：3時間29分

| 広島 | 広島   | 広島       |
| 打順 | 守備   | 選手       |
| ---- | ------ | ---------- |
| 1    | [遊]   | 高橋慶彦   |
| 2    | [三]一 | 衣笠祥雄   |
| 3    | [二]三 | 三村敏之   |
| 4    | [中]   | 山本浩二   |
| 5    | [一]   | 水谷実雄   |
|      | 二     | 木下富雄   |
| 6    | [左]   | 正垣宏倫   |
|      | 打左   | 萩原康弘   |
|      | 左     | 岡義朗     |
| 7    | [捕]   | 水沼四郎   |
| 8    | [右]   | J.ライトル |
| 9    | [投]   | 山根和夫   |
|      | 投     | 福士明夫   |
|      | 投     | 江夏豊     |

| 近鉄 | 近鉄 | 近鉄         |
| 打順 | 守備 | 選手         |
| ---- | ---- | ------------ |
| 1    | [遊] | 石渡茂       |
| 2    | [一] | 小川亨       |
| 3    | [右] | C.マニエル   |
| 4    | [左] | 栗橋茂       |
|      | 打捕 | 梨田昌崇     |
| 5    | [捕] | 有田修三     |
|      | 左   | 池辺豪則     |
| 6    | [三] | 羽田耕一     |
|      | 走   | 藤瀬史朗     |
| 7    | [二] | C.アーノルド |
|      | 走   | 吹石徳一     |
| 8    | [中] | 平野光泰     |
| 9    | [投] | 鈴木啓示     |
|      | 打   | 阿部成宏     |
|      | 投   | 柳田豊       |
|      | 打   | 永尾泰憲     |
|      | 投   | 山口哲治     |
|      | 打   | 佐々木恭介   |

- データ出典[16]

## 山際淳司「江夏の21球」
表面的な事実としては上記の通りだが、山際は江夏本人へ長時間にわたってインタビューするなど、単なる投打以外に発生していた駆け引きなどを取材し、それらを総合して一つの作品にまとめたのが「ノンフィクション『江夏の21球』」である。山際自身は野球にあまり詳しくなかったというが、「傑作を作るためには妥協しない」という思いを正面からぶつけ、結果的には江夏本人に「スポーツノンフィクションのジャンルを確立した印象的な作品」と言わせるほどの作品に仕上がった。具体的には、以下のような場面が描かれる。

### 1球目から10球目
1球目、江夏は先頭の羽田耕一が「慎重に攻めてくる」と考え、初球から外角へ速球を投じてストライクを取りに行ったが、羽田はそれをセンター前へ打って出塁した。羽田は初球からストレートを狙っており、「直球が来たら何でも振ってやろう」と思っていたという。江夏は第3戦での対戦（結果は飛球）を基に羽田の力量を軽視していた部分があり、この安打を「痛かった」と述べている。江夏自身も手を抜いたわけでは無いが、相手打者に初球を狙われる傾向があり、実際にそのシーズンに浴びた10被本塁打のうち7本が初球を打たれたもので、しかも長距離打者ではないタイプに打たれたと述べている。
5球目に起こった藤瀬史朗の盗塁は傍目には単独スチールと映ったため、ネット裏で観戦していた野村はこの場面でのスチールを「えらい冒険」と表現し、「石橋を叩いても渡らない」ほどの慎重な西本の性格からすると作戦的に邪道に見えると述べている。しかし、この盗塁はヒットエンドランだったのをクリス・アーノルドが見落としていたため、結果的に「藤瀬の盗塁」になったものである。俊足の藤瀬だが、ヒットエンドランの場合は作戦の露見を防ぐために通常の盗塁よりスタートを遅らせるため、藤瀬は走り出してからアーノルドがサインを見落としたことに気付き、その瞬間に二塁でアウトになることを覚悟したという。水沼の二塁送球は完全にアウトのタイミングだったが、送球がワンバウンドとなってセンターへ抜けてしまったために藤瀬は三塁まで到達し、ヒットエンドランの作戦は失敗したものの無死三塁という一打同点の可能性が広まったことで、西本はベンチで苦笑いを浮かべていた。当の西本自身も試合後、「あの場面でスチールが無いのは当然。ヒットエンドランのサインだった」と認めている。
一方、江夏側はこのアーノルドとの対戦に際し、近鉄側が何かを仕掛けてくると察知していた。だが、江夏は藤瀬の走塁は構わないと考え、それよりアーノルドとの対戦に集中しようと考えていた。それは、第2戦でも同様に藤瀬をランナーに背負った場面があり、その際に両者とも抑えようと気負った結果、チャーリー・マニエルに打たれた経験があったからである。ただ、アーノルドは空振りが多いことからヒットエンドランは無いと考えていた。
江夏が6球目にアーノルドへ四球を与えた後、広島の古葉竹識監督は内野陣に前進守備を指示した。通例であれば代走・吹石徳一の二盗を防ぐために守備を下げるところだが、緩い内野ゴロを打った際に三走・藤瀬が本塁に突入する危険があったため、「同点にされたら負ける」と考えた古葉は、1点たりとも与えない狙いの元、吹石の盗塁覚悟で前進守備を選択した。ネット裏の野村の目には、この前進守備はサヨナラの可能性を増大させる危険な選択として映った。これと同時に、古葉は北別府にブルペンへ向かわせ、既に池谷公二郎が投球練習を開始していた。ブルペンが動くとは思わなかった江夏は「オレはまだ完全に信頼されていないのか」と内心で憤り、「ここで変えられるくらいならユニフォームを脱いでもいい」とまで思ったという。古葉はこの采配を、同点延長になって江夏に代打を送った後の守備（当時の日本シリーズには指名打者制を採用していなかった）を考慮したためと後に語っており、江夏の心情までは考えなかったとしている。
7球目で江夏は、スクイズを警戒して高めに外した。次の8球目では膝元へ落ちるカーブを投げ、ボールゾーンへ外れたが平野光泰がハーフスイングを取られてストライクとなり、江夏は「このボール（カーブ）はいける」と思ったという。このカーブはフォークと呼ばれることもあるが、江夏はプロ野球投手としては指が短く、しっかりとしたフォークは投げられないとしていた。一方の平野はこの7球目、8球目を見て江夏が動揺し、制球が乱れていると考えた。江夏は確かに動揺していたがそれは前述にある自軍のベンチに対するもので、平野や走者に対する動揺では無かった。次の9球目で吹石が盗塁し、平野との勝負は中断するが、広島は前進守備を敷いていたため、「予定通り」の盗塁だった。

### 11球目から21球目
11球目に敬遠となって無死満塁となり、江夏は失点と敗戦を覚悟した。そこで江夏は開き直り、次打者の佐々木恭介に対しては押し出しや犠牲フライなどのような中途半端な結果になることを嫌い、「打てるものなら打ってみろ」という強気の投球を展開した。これが江夏を始め広島側にとって完璧な組み立てとなり、一方の西本は無死満塁という絶好の機会に勝ちを確信してしまい、逆に落ち着きを失っていた。佐々木への初球（12球目）はバットを出しかけたが止め、江夏は打ちに来ている、つまりスクイズは無いことがわかった。さらに江夏は、佐々木が狙い球をカーブに変えたことを読み、13球目に外角へ直球を投げた。これを佐々木は見逃してストライクとなった。
14球目に佐々木が三塁線へ際どいファウルを打った。見る角度によってはヒットに見えたため、近鉄は勝利と思い一塁ベンチに紙吹雪が舞った。しかし江夏は、「あのコース（内角ベルト付近）を引っ張っても絶対ヒットにならない。ファウルか内野ゴロか」と確信しており、全く慌てなかったという。観戦していた野村も「カウント稼ぎに振らされた」と分析し、全く驚かなかったという。この直後、一塁・衣笠祥雄が江夏の元へ向かい、「オレもお前も同じ気持ちだ。ベンチやブルペンのことなんて気にするな」と声を掛けたという。江夏はこれについて、自分が打たれて衣笠が辞めるのは「考えてみればバカバカしい」としつつも、自分と同じ考えを持つチームメイトがいたことに「嬉しかった」「心強かった」とし、平静さと集中力を取り戻すことが出来たという。その直後、佐々木への勝負球として平野に投じた8球目（ハーフスイングを取られた膝元へ落ちるカーブ）を思い出し、実際に17球目に投じて佐々木を三振に打ち取っている。
野村によれば、15球目と16球目はウィニングショットとなった17球目のための布石であるという。15球目を胸元に「捨て球」として投じ、16球目は同じく「捨て球」として内角低めの直球、17球目に16球目と同じ軌道で打者近くでスッと落ちるカーブを投じたことで、佐々木の「目の錯覚」を利用して空振りを奪ったものである。
18球目、石渡茂は外角からのカーブに全く反応しなかったため、江夏はスクイズが来ることを確信した。第7戦に入って近鉄側のブロックサインはほぼ解読できたが、この場面ではスクイズのサインが出ていたかは分からなかったという。三走の藤瀬によれば、スクイズの可能性があることは無死三塁の時点で言われており、実際に18球目にスクイズのサインが出たと言っている。
この試合を伝説たらしめたクライマックスの19球目は、江夏・石渡双方の証言の食い違いが白眉である。
江夏はカーブの握りのまま投球してスクイズを外しており、これを「意図的に外した」と主張している。江夏の投球フォームには一旦、一塁側（近鉄側）を見てから投げる直前に打者を見る癖があるが、これは阪神時代に金田正一から教わったもので、こうすることで打者の呼吸を読み、その瞬間にボールを外すことが出来るという技術である。この19球目がまさに真骨頂で、ボールが手を離れる直前に石渡がバントの構えをするのが見えたため、握りを変える間もない咄嗟の判断でカーブの握りのまま外した。これは、石渡がこの打席でいつか必ずスクイズをしてくる確信があったからわかったのかもしれないとしているほか、捕手の水沼が三走・藤瀬の動きを見て立ったのが見えたという（江夏は左投げのため、三走は投球時に死角となる）。江夏のカーブは2種類あり、この時に投げようとしたのは真上から投げ下ろすタイプのカーブだったため、直球に変えることの出来ない握りだった。
一方の石渡は、江夏の投球が「偶然すっぽ抜けた」と考えており、この球をフォークボールと認識している。石渡は「バットに当てられない球では無かった」としながらも、スクイズは速球のタイミングに合わせてやるもので、本当に意図して外したのなら大変なことだとしている。その石渡を三振に打ち取った21球目は、ウィニングショットとなった17球目と同じ、膝元へ落ちるカーブだった。

## NHK特集・スポーツドキュメント「江夏の21球」
山際の作品を読んだ近鉄ファンの佐藤寿美報道ディレクターが企画を提出した。佐藤本人にスポーツの経験は無く、既に出版されているドキュメンタリーと同じ題材をNHK特集で取り上げることには反対論も根強かった。番組制作の条件として、部長からは「山際の作品を超えるものを作れ」と言われたという。
制作にあたり、スポーツ番組の経験もなかった佐藤は、山際の「江夏の21球」を掲載した『Sports Graphic Number』編集長・岡崎満義へ相談に行き、岡崎と山際本人の協力も得て、事実上のNHKと『Sports Graphic Number』のコラボレーションで製作されたという。そのため、番組のスタッフロールには「協力」として山際の名もクレジットされている。江夏へのインタビューは山際、岡崎、佐藤の3人が交代で担当して江夏に質問し、それに対して江夏が1球1球説明したために収録には8時間を要したという。ちなみに、江夏・山際・佐藤は同じ1948年生まれ、江夏と佐藤は同じショートホープを好んで吸っていたという偶然もあって馬が合ったことも、番組制作の上で大きなプラスとなった。
当時の試合映像は、当日中継を行った毎日放送にも残っていなかった。NHK広島放送局の職員がたまたま録画していたビデオテープをロッカーにおいてあったものが見つかったが、これはニュースでダイジェスト用に使うために用意されたもので、実況は入っていなかった。そこで、ラジオで実況したNHKの島村俊治アナウンサーが自身で録音していたテープがあり、ようやく素材が揃った。
山際の文章では要所のみ加えられていた野村の解説を、独自性を出すために1球ごとに解説を加えるようにし、画面上にボールの軌跡を描くことを手作業で行った。また、スコアボードに代打・佐々木が表示される場面など、残された映像にないシーンは実際に大阪球場で新規にロケ収録を行って補った。野村は冒頭の解説で「プロ野球は半世紀が流れていますけど、これ程の場面に出くわしたことはない。おそらくこれからも出るか出ないか分からないと思う。それぐらいの名場面が1979年の広島VS近鉄の日本シリーズじゃなかったかと思います」と話した。野村は「江夏が怪物たる所以は、全盛期のスピードもさることながら、むしろ投球術にあると私は思っている。それが最高のかたちで発揮されたのが、このときのピッチングであった」と評している。
2010年10月には、NHKエンタープライズからDVDが発売されている。奇しくも佐藤はこのDVDの発売当時、NHKエンタープライズの常務取締役を務めており、発売後の2011年2月から2013年6月までは同社の社長を務めた。DVD化にあたり、番組内の音楽はOA版のヴァンゲリス（アルバム「天国と地獄」より）から全部差し替えられた。また、この作品がきっかけで山際とNHKの縁ができ、山際は1988年にはメジャーリーグ紹介番組「大リーグアワー」、晩年の1994年4月3日から1995年5月14日までNHKのスポーツ情報番組「サンデースポーツ」のキャスターを務めた。
NHKクロニクル（NHKアーカイブス）に残る過去番組表データによると、『時の記録～NHK特集選』（総合・1998年10月7日）、『思い出のスポーツドキュメンタリー』（BS1・2003年2月11日）、『プレミアムアーカイブス』（BSプレミアム・初回2013年6月11日）、『あの日 あの時 あの番組』（総合・2018年10月28日）などのアーカイブ番組や、それ以外の単発編成（BS1・2020年12月5日、同・12月27日、Eテレ・2023年10月30日未明など）で折に触れて再放送されているほか、2021年10月19日にはBSプレミアム・BS4Kにて4Kレストア版も放送されている。

## 他媒体に語られたエピソード
山際の『江夏の21球』では触れられていないが、後日、登場人物が別の媒体に語ったエピソード、関係者や評論家の論説は数多い。
- 藤瀬の「盗塁」に対して水沼の送球がワンバウンドとなり、高橋慶彦は捕球出来なかった。後日、水沼は自宅でこのシーンを何度もビデオで見たと言い、高橋も「捕ることは無理でも止めなければいけなかった。あれで自分は一気に緊張してダメだった」と語っており、水沼の送球について江夏は「慎重になりすぎたんだろう」と推測しているが、水沼本人によればタイミングが良過ぎたために逆に慌ててしまい、不十分な握りのまま送球してしまったという（記録は水沼のエラー）[40]。
- 6球目の直後、北別府と池谷がブルペンに入ったことで江夏は「信用してないのか」と憤っていた[注釈 7]。古葉も「江夏ほどの投手ならそう思って当然」と語っている。しかし、江夏は少なくとも同点は覚悟しており、後年になって「あの時の古葉さんの行動は理解できた」と語っている[注釈 8]。
- 池谷はこの時のことを「監督に行けと言われたから仕方なくブルペンに入っただけ」「ほとんど投球練習せず北別府と一緒に試合を眺めていた」「逆転されれば試合が終わるし、同点になっても10回表の間に肩を作ればいいと思っていた」と振り返っている[41]。
- アーノルドの代走で吹石が出る際に、西本は吹石へ「走るな（盗塁するな）」と言って送り出したという[42][注釈 9]。従って、9球目の吹石の盗塁は西本の思惑とは全く異なるプレーで、アーノルドのサイン見落としと合わせて、近鉄側も思い通りの攻撃で無死満塁の状況を作ったわけではないことが伺われる。
- 吹石の盗塁の後、田中尊コーチが来て「平野を敬遠して満塁策を取るか」どうかを尋ねられた江夏は、「満塁にしたらピッチャーがどれだけ苦しいか分かってるのか?」と内心は思ったが、野手に合わせることも必要と思って満塁策を選んだと語っている。ちなみに平野は高校時代の江夏と対戦しており（江夏は大阪学院大学高等学校、平野は明星高等学校）、江夏が高校時代に本塁打（ランニング本塁打）を打たれた唯一の打者だった。
- 近鉄ベンチで西本監督の斜め後ろにいた梨田昌孝は「無死満塁になった瞬間、西本さんは『よしっ！』という感じで、笑ったとまではいかなくても、表情がふっと緩んだように見えた…いつも難しい顔をされている西本さんがそういう表情を見せることは、まずないので」と証言している[43]。梨田はまた「石渡さんが打席に入った時、私はスクイズのサインは出さないほうがいいと思っていました。石渡さんはあまりバントが得意ではなく、満塁でのスクイズは難しいんです。三塁ランナーの藤瀬史朗は足が速かったですが、スタートがよすぎて察知されてしまった。あれならホームスチールのほうがよかった、と思えるくらいのいいスタートでした」と述べている[43]。
- 佐々木恭介の証言
  - 佐々木は34年経った2013年12月8日の『サンケイスポーツ』の特集【プロ野球三国志 時代を生きた男たち】で自身の打席を振り返り、「打席に行くまでは振ることしか考えてない。江夏さんのデータを頭で反復する。カウント球には変化球が多いけれど、あの年に限っては真っすぐの力が戻っていた。引っ張らないように、内野ゴロを打たないようにするには、こういう打ち方をして…とね」（1球目ひざ元のカーブ、ボール）「三塁ベースコーチ仰木彬のサインに目をやった。悪魔が囁いたんや。1球見送ろうって。臭い球でもすべて振ろうと思っていたのに。あの1ボールのせいで…」（2球目外角寄りストレート）「ベースの上に球が全部乗っていた棒球やった。回転もよ～く見えた。でも打つ気がないから、見逃すしかなかった。シマッタ、シマッタ、えらいことをしてしまった。もう平静を装うのに必死。江夏–水沼のバッテリーに見透かされないようにしなければ、次も引っ張らないようにしなければ、とホンマ必死やった」（3球目佐々木は内角のカーブと話す）「カーブを引っ張ってしまうんや。打った瞬間は、ア痛ッや。三塁ゴロでゲッツーかと思って。打って、一歩右足を踏み出して左足を出そうかなの瞬間に打球が越えるのが見えた。ヤッターと声を上げたよ」（ある意味、西本幸雄が最も日本一に近づいたのが、この瞬間だったのかもしれない『サンケイスポーツ』記者・上田雅昭の解説）「あかん、引っ張ってる」（4球目カーブ、引っ張り気味にファウル）「まだ引っ張ってる。猛反省」（5球目、ひざ元のショートバウンドでボール）「さすがの江夏さんも力んでるな（後年の江夏との対談でその次のカーブのために、足下を崩しにいったと知った。その時点で負けてるなと思った）」（6球目内角球に空振り三振）「捉えたと思ったが、抜いた分、バットが空を切った。みんなの落胆の表情が見えてね。ベンチに戻るのがあれほど嫌だったことはない」（その後目にした光景は悪夢のシナリオだった）「シリーズが終わっても地獄は続いた。犯罪者の気分やったなあ。外に出られないやから」[44]。『Sports Graphic Number』では「もしもう一度、やり直せるとするなら、迷うことなくあの場面（2球目）に戻り、あの球を振る。なぜ振らなかったのか。今でも夢に出ることがある。野球人生最大の後悔だね」と述べている[3]。
- 江夏が佐々木に投じた2球目（21球のうちの13球目）は、佐々木ほどの打者であれば「楽に外野へ飛ばせる」ボールだった。それを見逃した、あるいは見逃さざるを得なかったことは佐々木にとっても近鉄にとっても痛恨で、佐々木はこのボールを見逃したことについて、後に「野球生活最大の後悔」と述べている[注釈 10]。捕手の水沼にとってもこの球は肝を冷やす一球であった[45]一方で、江夏はこれがきっかけで佐々木から三振を奪える配球が閃いたという。
- 野村克也の解説
  - 野村は「19球目が伝説として語られることが多い。しかし、私に言わせれば、両チームの明暗を分けたのは、その前の打者である佐々木に投じた6球ではなかったか。初球は内角低めに大きくはずれるカーブ。ファウルを誘ったのだろうが、佐々木は見逃し。しかし、バットを出しかけて止めたことから『カーブを狙っている』と私は思った。江夏も見抜いたのだろう、2球目は外角寄りのストレート。絶好球だったが、カーブ狙いの佐々木は手が出ない。これでおそらく佐々木は動揺したはずだ…ツーストライクと追い込んだことで、江夏は三振狙いへと切り替えたのではないか。ここからがいかにも江夏らしい配球だった。4球目と5球目は、6球目で仕留めるための捨て球、布石だったと私は思う。4球目は内角高めのカーブ。追い込まれたことでストレートにタイミングを合わせていた佐々木はファウルにするのがやっと。そして5球目に内角低めのストレートをはさまれたことで、佐々木は混乱したに違いない。6球目は5球目と同じ軌道から落ちるカーブを投じ、江夏は注文通り、佐々木を空振りの三振に仕留めたのである。ワンアウトをとったことで、江夏は落ち着きを完全に取り戻し、近鉄より優位に立った。ゲームは江夏が支配することになったのである。佐々木の6球が明暗を分けたというのはそういう意味だ」などと解説している[6]。
- 14球目となった佐々木の三塁線への際どい打球について、江夏は「あのコースなら打ってもファウル」と確信していた。しかし、内野で弾んだ打球の判定は打球の着地点ではなく、ベース上の空間を通過していたか否かでの判定で、実際はかなり際どい判定だったと言えた。だが、近鉄の三塁コーチだった仰木彬は判定に異議を唱えるような行動を示さず、西本も一度は抗議しようとしたが、信頼していた仰木の行動を見て止めたという。一方、当の仰木は生前「前年（1978年）には上田さんのこと[注釈 11][注釈 12]があったからねぇ」と話しているが、仰木から直接この言葉を聞いた二宮清純は「抗議したところで（判定は）覆らない。この勢いを止めたくない。一気に行こうと判断したのではないか」と推測している[48]。また、二宮はこの裏付けとして佐々木が後年、西本から「あの打球はいまでも『フェア』と信じているが、仰木はあの時動かなかった。だからオレもゲームの流れを止めたくなかったので抗議しなかった」と聞かされたと紹介している[49]。後に三塁手の三村はボールにグラブが触れたつまりフェアだったと近鉄選手に告白している。
- 9回裏から三塁の衣笠が一塁へ回り、二塁で出場していた三村が三塁へ回ったが、背の低い三村が横っ飛びしても届かないファウルだったことから、もし衣笠がそのまま三塁を守っていたら衣笠は弾いてフェアとなり、近鉄が同点またはサヨナラ勝ち、捕れたとしても本塁への送球は不可能だったのではないかともいわれている[50]。後年、三村はこの場面について佐々木本人に「触った。グラブにかすっていた」と話したというが[51]、三塁走者としてこの打球を見ていた藤瀬は「もし、触っていたら、仰木さんか僕が抗議しましたよ。絶対触れていません」と否定している[52]。近鉄側ダグアウトからこれを見ていた栗橋茂も「あれ本当なの？　俺も映像見たけど、ボールとグラブに距離があるような気がする。カスってる感じでもないんだよね。謎だよ」と、三村の話を否定している[53]。
- 15球目を投じる前に衣笠が江夏にかけた言葉は、「（信用されなければ辞めるという）お前の気持ちと自分も一緒だ。気にするな。中途半端にだけは打たれるな。思いっきり投げて打たれるなら良いじゃないか」だったとされる。さらに、「お前にもしものことがあったら、オレもユニフォームを脱ぐよ」と励まし、これで江夏は吹っ切れたという[注釈 13]。
- 16球目のインローへのボール球のストレート。この投球が次の17球目でインローのカーブで打ち取る為の球威・コントロール共に江夏自身も認めるこの日最高のボールだった。この日テレビ中継を行ったMBSのスピードガン表示は137km/hである。野村克也もこのストレートのボール球こそが江夏らしい投球であり打者の狙いを幻惑させる最高の捨て球としている。
- 18球目を投じる前、打席に入った石渡を見て水沼は「明らかに緊張しており、スクイズで来るのは見え見えだった」と証言している[注釈 14]。しかも中央大学の後輩である石渡に対して、「いつ、やってくるんだ?」と言葉でプレッシャーを与えていた。中央大学時代の水沼と石渡は2学年違いで寮でも同室という関係で互いを熟知しており[54]、普段は打席で人の好い反応を見せる石渡が、この時だけは水沼の言葉に全く反応を見せなかったことが、スクイズの確信に繋がったという[55]。石渡にスクイズのサインを伝えた仰木は、石渡の背後で食い入るように自分を見つめる水沼の姿を見て、スクイズ失敗を予感したという。石渡は打席に入る時点で西本から「スクイズもあるぞ」と告げられており[56]、18球目の後にスクイズのサインが出た時に、「『ああ、出たな』という感じだった」と語っている[57]。江夏も石渡が打席に入った際にスクイズを予感し、ふと三塁コーチの仰木を見た。江夏は個人的にも仰木と親しく、性格を知っていた。いつもはにやりと笑う仰木が目をそらしたことで江夏はスクイズを確信、あとはカウントの問題だった[58]。
- 19球目を投じる前、球審の前川芳男がマウンドへ行き、「おい豊、どうだ?放れるか?」と尋ねた。江夏は「下がぬかるんでいて放れない」と答えたが、前川は「みんな同じ条件下なのだから投げなさい」と諭した。前川は悪天候も考慮し、「9回終了時点で同点なら引き分けにしていた」と語っている。また江夏は、前川について「審判の中でも性根が座っていて、いわゆる『男』だと思う。オレも一目置いている」と評している[59]。
- スクイズを外した場面について、古葉は「シーズン途中からこの様な事態を想定して、投手には変化球でウエスト[注釈 15]を投げさせることを練習させていた」と語っているが、江夏によれば「その事実は一切なかった」という。江夏は指が短く、しっかりとしたフォークが投げられなかったため、江夏のカーブはフォークと区別がつきにくく、そのカーブがピッチアウトを可能にしたと言われる。このピッチアウトはカーブ回転が掛かっていたため通常のピッチアウトより少し落ちて石渡のバットの下をくぐったとも言われているが、球審を務めていた前川はTV番組の中で私見と断った上で「意図的に外したのではなく、すっぽ抜けであろう」と述べている。
- スクイズ失敗の直後、西本の脳裏には大毎オリオンズ監督時代に大喧嘩の末に永田雅一に解任された1960年の日本シリーズ（対大洋ホエールズ）第2戦でのスクイズ失敗がよぎり、「スクイズの神様に見放されているのかなあ…」とつぶやいたという。スクイズ失敗の後も二死二・三塁と近鉄の得点チャンスは続いていたが、水沼によると打者の石渡からは動揺からか「打ってやる」という気迫が感じられず、さらに近鉄ベンチの西本が完全に脱力してガックリとしているのがグラウンドからも分かったといい、水沼はスクイズ失敗の時点で「勝利を確信していた」という[60]。
- 山際が「カーブ」と記した21球目を、水沼は「渾身のストレートが、ミットをめがけて一直線に飛び込んできた」と自著に記している[61]。水沼はこのウイニングボールをすぐにユニフォームのポケットに入れてそのまま持ち帰り自宅で保管していたが、後年在広のテレビ局の企画で広島OBの思い出の品をタイムカプセルに入れることになり、水沼はボールをタイムカプセルに入れたという[62]。
- この21球の間、江夏は水沼のサインに一度も首を振らなかったという[63]。
- 江夏は試合後、「静かにさせて欲しい」とベンチ奥に逃げ込んだ[15]。
- チーム創設以来、初の日本一となった広島ナインは、試合後の宿舎でのビールかけを行わずに当日中に広島へ戻り、在広のテレビ局各局で放送された優勝特番に相次いで出演した。なお、この日の広島の街中は歓喜で大騒ぎになっていたため、広島ナインは混乱回避のためにテレビ出演を終えると外出せず、全員が各自の自宅で過ごしたという[64]。
- 元近鉄応援団長で作家の佐野正幸は、広島の熱狂的応援で身の危険を感じ、西本監督に説得され応援を諦めざるを得なかったと証言している[65]。

### 19球目についてのエピソード
- 江夏は、石渡に投じた19球目のカーブについて自著の中で、「あの球は水沼じゃなきゃ捕れなかった」と語っている。
- 豊田泰光は、左投手の江夏からは三塁走者は見えないはずなので、とっさに外したというより偶然外れたのではないかと考えていたようで、石渡の引退後、豊田が「あれはすっぽ抜けではなかったのかなあ」というと、石渡が「そう思いますか?トヨさんも」と涙を流さんばかりにしていたと新聞のコラムに寄稿している。結果的にスクイズは失敗して近鉄は敗れたが、しかしスクイズを「外された」のか、偶然「外れたのか」のかは敗者にとって違いは大きいとしている[66]。豊田は続けて、1959年の天覧試合で長嶋茂雄に打たれたサヨナラ本塁打をあくまでも「ファウル」と主張する村山実と石渡とを重ね合わせて述懐している。
- 逆に伊東勤は、西武時代に同じようなスクイズを仕掛けられた場面（1984年4月14日対阪急戦）で、江夏が同じく瞬時に高めに投球コースを変えた経験から、この場面も江夏の意思で外したという確信を持っている[67][68]。
- 捕手を務めた水沼は、江夏とスクイズの打ち合わせはしておらず（水沼は「もしタイムを取ったら、近鉄ベンチがスクイズのサインを出さないかも知れない」と考え、敢えて動かなかったと語っている[69]）、三塁走者の藤瀬の姿が視界を動いたために咄嗟に身体が反応して立ち上がったものだったという。水沼は、カーブの握りでウエストボール[注釈 15]は江夏にしか投げられないだろうと語り、並の投手であれば捕手が急に立ち上がったら驚いて暴投やワンバウンドになっていただろうとしている[70]。また、江夏同様に水沼もスクイズを確信していたこと、藤瀬のスタートがあまりにも良かったために水沼が反応できたという要素もあった（藤瀬にしてみれば満塁のフォースプレイであるために早くスタートせざるを得ない状況でもあった）[71]。
- この19球目については、スポーツライターの工藤健策の著書において「広島ベンチが近鉄のサインを盗んでいたため、水沼は最初からスクイズだとわかっていた」という説が提唱されている[注釈 16][72]。
- しかし、山際の著書で藤瀬、NHK特集で石渡がいずれも「18球目の後にベンチからスクイズのサインが出た」と証言し、当の水沼自身も1球ごとに近鉄ベンチや石渡の様子を見てはいたが、スクイズのサインが出ていることには全く気付いておらず、また水沼は石渡がスクイズをやること自体は同じ大学の先輩・後輩で寮でも同室という関係で互いを熟知しているために見抜いてはいたが、「どのタイミングでスクイズをやるか」までは見抜けず、藤瀬がスタートを切った時に「『やばい、来た!!』と思った」と著書で語っている[73]。また山際の著書において「変化球でウエストする[注釈 15]などありえない」とする工藤の主張とは矛盾する石渡の証言が紹介されている上、伊東以外にも江夏は咄嗟の判断で投げるコースを変えることができるとする証言がある[74]。阪神時代の江夏とチームメートだった安藤統男は、対巨人戦で江夏が長嶋茂雄の打席で瞬時にコースを変更した投球を目の当たりにした経験から、このスクイズ外しは意図的にやったものだと語っている[75]。
- 広島のセカンド・木下富雄は「『おいおい、頼むよ江夏さん』と思っていたのが正直なところです。ただ、そこからの江夏さんはすごかったですね…並の投手であれば、おそらくウエストした球は暴投となっていたはずです。また、瞬時にスクイズを判断し、立ち上がった捕手の水沼さんも素晴らしい瞬発力でした。あのシリーズでMVPに輝いたのは慶彦でしたが、影のMVPは水沼さんだと思います。あのシリーズでの水沼さんの動きは冴え渡っていました」と述べている[76]。
- 江夏の弟子で広島ベンチで見ていた大野豊は「あのときは『これ、やばい。やられた』と思いましたね。江夏さんは信用してますけど、ノーアウト満塁ですからね…いろんな状況が入り乱れていましたから…あれはいろんな説がありますけど、ただ、あそこで瞬時にウエストできるのは、やっぱりキャッチャーの力なんです。三塁ランナーが走ったと同時に水沼さんが立ったんですよね。それを察して江夏さんが外したんですけど、その外したボールは変化球なんです。変化球というのは低めに投げたいボールですから、高めに外す変化球ってのは、技術的になかなか難しいですよね。それをできる江夏さんもやっぱりすごいなと思いましたね」と述べている[9]。
- 野村克也は「江夏本人が言うように、意図的にウエストしたのか、それとも偶然だったのか、いまだ議論が分かれているようだ。私の意見はこうだ。『江夏なら、咄嗟にウエストすることは充分にありえるだろうが…』。ポイントは、藤瀬のスタートが早すぎたことにあったと私は思う。江夏はサウスポーだから、牽制はまず来ない。焦る必要はないのに、初動と同時にスタートを切ってしまった。それでスクイズを察知した水沼が立ち上がり、まさに投げようとしていた江夏の目に入ったものだから本能的にはずそうとした結果、カーブが自然に抜けて高めに浮いた…今回、あらためてこのシーンを見返したところ、やはりそれが真相だろうという結論に至った。とはいえ、江夏本人は"神業"と語っているし、彼ほどピッチングについて深く考え、優れた投球術を持っていたピッチャーはいないといっても過言ではない。いずれにせよ、彼の野球人生で積み重ねてきたものがあの奇跡の一球を生み出したーそれだけは間違いないだろう」などと述べている[6]。

## 後日譚
- 悲運の将と呼ばれた西本幸雄だったが[3][15]、この試合で近鉄の三番を打ったチャーリー・マニエルがMLB・フィラデルフィア・フィリーズの監督として2008年のワールドシリーズを制し、世界一になった[15]。